# Tân Thạnh Tây
Tân Thạnh Tây là một xã thuộc huyện Củ Chi, Thành phố Hồ Chí Minh, Việt Nam.
Xã Tân Thạnh Tây có diện tích 11,48 km², dân số năm 2021 là 16.702 người,  mật độ dân số đạt 1.454 người/km².